# Ledový dech
Ledový dech je šestá kniha ze série románů Cizinka od Diany Gabaldon. Hlavní hrdinkou knih s tématem cestování v čase je lékařka Claire Fraserová, narozená ve 20. století, se svým manželem Jamiem Fraserem, válečníkem ze Skotské vysočiny z 18. století. Román obsahuje prvky historické fikce, romantiky, dobrodružství a fantasy.

## Obsah knihy
Je rok 1772 a v předvečer americké revoluce již vypukla řada povstání. Mrtví muži leží v ulicích Bostonu a v lesích Severní Karolíny hoří srub. V nastalém chaosu vyzývá guvernér Jamieho Frasera, aby sjednotil zámořské kolonie, které patří Koruně. Jenže Jamie od své manželky ví, že za tři roky vyhlásí kolonie nezávislost. A všichni loajální králi budou buď mrtví, nebo budou muset uprchnout. A pak je tu ještě výstřižek z novin The Wilmington Gazette z roku 1776, který oznamuje smrt Jamieho i jeho příbuzných. Budoucnost rodiny cestující časem vypadá chmurně.

## Osoby
- Claire Beauchamp Randall Fraser –⁠⁠⁠⁠⁠⁠ hlavní postava seriálu. Claire sloužila během druhé světové války jako zdravotní sestra. Po válce během svého cestování po Skotsku, prošla kamenným kruhem v čase do roku 1743, kde se poprvé setkala s Jamiem Fraserem. Po návratu zpět do 20. století v roce 1968 se stala lékařkou (chirurg). Po návratu v čase se znovu setkala s Jamiem Fraserem.  Je vdaná za Jamieho, se kterým má dceru Briannu, je také pěstounkou Ferguse a nevlastní matkou Marsali.
- James „Jamie“ MacKenzie Fraser –⁠⁠⁠⁠⁠⁠ Lord z Fraserova hřebenu, Severní Karolína. Bývalý vězeň věznice Ardsmuir. Clairein manžel z 18. století, kde byl skotským jakobitským vůdcem, později tiskařem a pašerákem, a pěstounem Ferguse-Claudela Frasera, nevlastním otcem Marsali MacKimmie Fraserové a biologickým otcem Brianny a Williama (nemanželský syn, který neví, že Jamie je jeho skutečný otec).
- Brianna „Bree“ Randall Fraser MacKenzie –⁠⁠⁠⁠⁠⁠ dcera Jamieho a Claire narozená ve 20. století a vychovaná Claire a Frankem Randallem. Vystudovala MIT na Harvardu. Ráda vynalézá a vyrábí věci, které znala ve 20. století. Provdá se za Rogera a mají dvě děti: syna Jeremiáše, známého jako „Jemmy“, a dceru Amandu (Mandy).
- Roger MacKenzie Wakefield –⁠⁠⁠⁠⁠⁠ zeť Jamieho a Claire, který se, stejně jako Brianna, narodil ve 20. století.  Profesor historie z Oxfordu, který opouští svůj život a kariéru, aby následoval Briannu do minulosti. Je ženatý s Briannou a je otcem Jemmyho a Mandy.
- Jeremiáš „Jemmy“ MacKenzie –⁠⁠⁠⁠⁠⁠ syn Rogera a Brianny (určité pochybnosti o jeho otcovství byly později objasněny).
- Amanda „Mandy“ MacKenzie –⁠⁠⁠⁠⁠⁠⁠⁠⁠ dcera Rogera a Brianny.
- Fergus Claudel Fraser –⁠⁠⁠⁠⁠⁠ Bývalý francouzský kapsář a špión. Pěstounský syn Jamieho a Claire. Poprvé se objeví v novele Vážka v jantaru. Ženatý s Marsali.
- Marsali Mackenzie Fraser –⁠⁠⁠⁠⁠⁠ Dcera Jamieho a Laoghaire, nevlastní dcera Claire. Vdaná za Ferguse a matka Germaina, Joany, Félicite a Henri Christiana.
- Germain Fraser –⁠⁠⁠⁠⁠⁠ nejstarší syn Ferguse a Marsali.
- Ian Murray –⁠⁠⁠⁠⁠⁠ syn Jenny a Iana Murrayových a synovec Jamieho. Byl ženatý s Emily, indiánkou z kmene Mohawků, vrací na Fraserův hřeben pouze s Rollem, svým napůl vlčím společníkem.
- Lizzie Wemyssová –⁠⁠⁠⁠⁠⁠ Briannina služebná, dcera Josepha Wemysse. Vdaná za dvojčata Beardsleovy a těhotná s jedním z nich, není jisté s kterým.
- Josiah „Jo“ Beardsley –⁠⁠⁠⁠⁠⁠ jednovaječné dvojče Keziaha, vychován mužem jménem Beardsley poté, co jeho rodina zemřela při plavbě přes Atlantik. Na Silvestra se stěhuje se svým dvojčetem na Fraserův hřeben. Zamilovaný do Lizzie Wemyssové.
- Keziah „Kezzie“ Beardsley –⁠⁠⁠⁠⁠⁠ jednovaječné neslyšící dvojče Josiaha. Provozuje s ním koželužnu. Zamilovaný do Lizzie Wemyssové.
- Joseph Wemyss –⁠⁠⁠⁠⁠⁠ služebník Jamieho a Claire. Lizzin otec.
- Malva Christie –⁠⁠⁠⁠⁠⁠ dcera Toma Christieho. Přijíždí na Fraserův hřeben na konci novely Hořící kříž.
- Allan Christie –⁠⁠⁠⁠⁠⁠ syn Toma Christieho. Přijíždí na Fraserův hřeben na konci novely Hořící kříž.
- Tom Christie –⁠⁠⁠⁠⁠⁠ bývalý vězeň Ardsmuirovy věznice. Otec Malvy a Alana. Zamilovaný do Claire. Přijíždí na Fraserův hřeben na konci novely Hořící kříž.
- Plukovník Lord John William Gray –⁠⁠⁠⁠⁠⁠ bývalý guvernér věznice Ardsmuir. Jamieho dlouholetý přítel, se kterým se poprvé setkali v roce 1745 během jakobitského povstání. Nevlastní otec Williama Ransoma, 9. hraběte z Ellesmere.
- Jocasta MacKenzie Cameronová –⁠⁠⁠⁠⁠⁠ sestra Ellen MacKenzie Fraserové, Columa a Dougala MacKenzie. Jamieho slepá teta, která vlastní plantáže River Run.
- Duncan Innes –⁠⁠⁠⁠⁠⁠ bývalý vězeň Ardsmuirovy věznice. Jocastin manžel.
- Stephen Bonnet –⁠⁠⁠⁠⁠⁠ Psanec, pirát, zloděj, obchodník, násilník a pašerák, který se poprvé objevil v novele Bubny podzimu. Pašuje zboží podél pobřeží Karolíny. Byl zastřelen Briannou na konci novely Hořící kříž. Osud neznámý.
- Amy McCallum –⁠⁠⁠⁠⁠⁠ Mladá vdova a nová obyvatelka Fraserova Hřebenu. Matka Aidana a Orrie McCallumových. Roger MacKenzie se jí snaží pomoci, což způsobí, že se na hřebenu mluví o tom, že on a Amy mají poměr.